# Iris Biba-Pöschl
Iris Biba-Pöschl (bis zu ihrer Heirat 1999 Iris Biba; * 27. Mai 1964 in Freigericht) ist eine ehemalige deutsche Langstreckenläuferin.

## Sportkarriere
Biba begann mit der Leichtathletik bereits als Kind. Erster Verein war der DJK Freigericht. Später startete sie für den TV Gelnhausen.
Bei den Europameisterschaften 1986 in Stuttgart war sie die jüngste deutsche Teilnehmerin und kam im 3000-Meter-Lauf auf den elften Platz. 1987 wurde sie Deutsche Meisterin im Crosslauf.
1989 konnte sie diesen Titel wiederholen. Beim Sportfest in Oslo stellte sie einen deutschen Rekord über 10.000 Meter auf, holte über diese Distanz wie auch im 15-km-Straßenlauf den Deutschen Meistertitel und siegte beim Frankfurt-Marathon. 1991 wurde sie bei den Weltmeisterschaften 1991 in Tokio Neunte im Marathon. Im selben Jahr hatte sie zuvor bei den Deutschen Meisterschaften über 10.000 Meter gewonnen. Ferner war sie Siegerin im Straßenlauf bei der Team-WM.
1996 qualifizierte sie sich durch einen dritten Platz beim Rom-Marathon für die Olympischen Spiele in Atlanta, jedoch verhinderte ein Bänderriss ihre Teilnahme. Im Herbst wurde sie dann Zweite beim Berlin-Marathon. Beim Marathon der Weltmeisterschaften 1997 in Athen wurde sie Sechste. Danach machten ihr immer wieder Verletzungen zu schaffen. Trotzdem wurde sie 1998 Dritte beim Hannover-Marathon und Vierte beim Berlin-Marathon. 1999 belegte sie den zweiten Platz beim Köln-Marathon.
2000 verhinderte wieder eine Verletzung (Sehnenabriss) die Teilnahme an den Olympischen Spielen in Sydney. 2001 gewann sie als Vierte der Deutschen Meisterschaften im 10-km-Lauf die Altersklasse W35, ebenso im Folgejahr als Gesamtdritte. 2002 wurde sie auch Zweite beim Berliner Frauenlauf.
2003 machte ihr ein Fersensporn zu schaffen. 2004 wurde ihre leistungssportliche Karriere dann jäh beendet, als sie von einem freilaufenden Schäferhund angefallen und erheblich verletzt wurde.
Bei einer Größe von 1,68 m hatte sie ein Wettkampfgewicht von 49 kg.

## Persönliche Bestzeiten
- 1500 m – 4:12 min
- 3000 m – 8:54 min
- 5000 m – 14:55 min
- 10.000 m – 31:52 min
- 15 km – 49:27 min
- Halbmarathon – 1:10:58 h
- Marathon – 2:29:05 h, 29. September 1996, Berlin

## Dopingvorwürfe
1992 stellte man bei einer Routine-Kontrolle im Trainingslager in Portugal Spuren von Anabolika fest, woraufhin sie mit einer dreijährigen Sperre wegen Dopings belegt wurde. Iris Biba bestreitet bis heute, jemals wissentlich unerlaubte Mittel zu sich genommen zu haben. Die Werte seien aufgrund einer fehlerhaften Einnahme eines Schlafmittels zurückzuführen, welches sie von ihrem Trainer erhalten habe.

## Privates
Sie hat einen älteren Bruder und eine Zwillingsschwester und lebt mit ihrem Mann Patrick im unterfränkischen Mömbris.